# Играј своју игру 2
Играј своју игру 2 (енгл. Ocean's Twelve) је амерички акцијски филм режисера Стивен Содерберга из 2004. године, са Џорџом Клунијем, Метом Дејмоном, Ендијем Гарсијом, Бредом Питом и Џулијом Робертс. 
Филм је пуштен у америчке биоскопе 10. децембра 2004. године и добио је мешане критике. Био је финансијски успешан, са зарадом од 362 милиона долара широм света, што га је учинило десетим најуспешнијим филмом из 2004. године.

## Радња
Једанаест чланова банде из првог дела филма, „Играј своју игру“, живе одвојено на разним местима у САД. Тери Бенедикт (Енди Гарсија), власник три опљачкана казина, успева да нађе све чланове банде и тражи од сваког повраћај украденог новца, са каматама. Међутим, чланови банде немају толики новац, а рок за повраћај је прекратак. Зато одлучују да изврше још једну пљачку, али пошто је ризично да то изведу у САД, бирају Европу. Њихов циљ је најстарија светска обвезница коју је издала холандска источноиндијска компанија 1602, а која се чува у Амстердаму. Екипа коју је сакупио Дени Оушн (Џорџ Клуни) долази у Европу и тамо наилазе на свог ривала „Ноћну лисицу“ (Венсан Касел). Испоставља се да је он и открио њихове идентитете власнику казина како би их натерао да дођу у Европу и како би показао да је он бољи лопов од њих. Он даје предлог Оушну да се такмиче у крађи Царског јајета што би показало ко је бољи лопов. У случају да Оушнова екипа победи, Лисица ће Бенедикту исплатити дуг његовог тима.

## Улоге
| Глумац            | Улога                     |
| ----------------- | ------------------------- |
| Џорџ Клуни        | Дени Оушан                |
| Бред Пит          | Роберт „Расти” Рајан      |
| Мет Дејмон        | Лајнус Калдвел            |
| Берни Мек         | Френк Катон               |
| Елиот Гулд        | Рубен Тишкоф              |
| Кејси Афлек       | Вирџил Мелој              |
| Скот Кан          | Терк Мелој                |
| Еди Џемисон       | Ливингстон Дел            |
| Дон Чидл          | Башер Тар                 |
| Шаобо Чин         | „Невероватни” Јен         |
| Карл Рајнер       | Сол Блум                  |
| Џулија Робертс    | Тес Оушан                 |
| Кетрин Зита-Џоунс | Изабел Лахири             |
| Енди Гарсија      | Тери Бенедикт             |
| Венсан Касел      | Франсоа Тулур             |
| Алберт Фини       | Гаспар Лемарк             |
| Еди Изард         | Роман Нејџел              |
| Брус Вилис        | самог себе                |
| Јерун Крабе       | Ван Дер Вуд               |
| Чери Џоунс        | Моли Стар/Госпођа Калдвел |
| Роби Колтрејн     | Матсуи                    |
| Тофер Грејс       | самог себе                |
| Кендис Азара      | Сол Блумова девојка       |
| Џери Вајнтрауб    | Дени Шилдс                |
| Џаред Харис       | Башеров инжињер           |